# Stigmella paliurella
Stigmella paliurella is een vlinder uit de familie dwergmineermotten (Nepticulidae). De wetenschappelijke naam is voor het eerst geldig gepubliceerd in 1937 door Gerasimov.
De soort komt voor in Europa.